# Rüdiger Henning
Rüdiger Henning (ur. 5 listopada 1943 w Berlinie, zm. 2 października 2024 tamże) – niemiecki wioślarz reprezentujący RFN, mistrz olimpijski i mistrz świata.

## Kariera
Wystąpił na igrzyskach olimpijskich w Meksyku w 1968, gdzie osada RFN w składzie: Horst Meyer, Dirk Schreyer, Rüdiger Henning, Wolfgang Hottenrott, Lutz Ulbricht, Egbert Hirschfelder, Jörg Siebert, Niko Ott, Gunther Tiersch i Roland Böse zdobyła złoty medal w ósemkach. W finale o 0,98 sekundy wyprzedzili osadę Australii i o 2,11 sekundy osadę ZSRR.
W tej samej konkurencji zdobył też złoto na mistrzostwach świata w Bledzie w 1966. 
Ponadto zwyciężył w ósemkach na mistrzostwach Europy w Vichy (1967), a na mistrzostwach Europy w Duisburgu (1965) był drugi w czwórkach ze sternikiem. 
Podczas ceremonii otwarcia igrzysk olimpijskich w Monachium w 1972 zachodnioniemiecka ósemka wniosła flagę olimpijską na Olympiastadion München.
W 1968 odznaczony Srebrnym Liściem Laurowym, najwyższym sportowym odznaczeniem państwowym.
Swoje jedyne mistrzostwo kraju wywalczył w 1968, wygrywając w ósemkach.